# Coluna vertebral

Diferentes regiões (segmentos de curvaturas) da coluna vertebral no ser humano.

A coluna vertebral é uma estrutura corporal dos vertebrados (do termo latino vertebratus, "com vértebra"). Ela caracteriza os animais desse grupo, que é um subfilo dos animais cordados (que possuem medula nervosa espinhal), compreendendo os ágnatos, peixes, anfíbios, répteis, aves e mamíferos. Tecnicamente, os vertebrados caracterizam-se pela presença de uma coluna vertebral segmentada (composta por múltiplos ossos irregulares, denominados vértebras) e de um crânio ósseo que protegem, respectivamente, a medula espinal e o cérebro.

## Descrição
Nos humanos, a coluna vertebral, ou espinha dorsal, é formada quase sempre por 33 vértebras, eventualmente 32 ou 34 vértebras, que são interligadas por articulações diversas e de dois tipos: 
1. Articulações Intercorpovertebrais: composta pelos discos intervertebrais (situados entre dois corpos vertebrais subjacentes) e pelos ligamentos longitudinais anterior (faixa fibrosa disposta sobre as faces anterior e ântero-lateral das vértebras, ao longo de todo o eixo vertical da coluna) e posterior (corre ao longo da parede anterior do canal vertebral, recobrindo parcialmente as faces posteriores das vértebras);
2. Articulações Zigoapofisárias: unem o processo articular inferior de uma vértebra proximal ao processo articular superior da vértebra imediatamente distal à esta última. São classificadas como articulações sinoviais planas, portanto dispõem de cápsula articular (estrutura que, além de proteger e reforçar o complexo articular, o lubrifica por meio do líquido sinovial contido em seu interior).

Há especulações sobre o completo movimento da coluna vertebral, porém, mediante vários estudos e pesquisas, foi concluído que alguns ossos da região pélvica posterior, vértebras como o sacro (5 vértebras fundidas) e o cóccix (4 vértebras fundidas), são imóveis. Portanto é sim, correto afirmar que a coluna vertebral não é totalmente flexível, mas sim, somente 75% desta, as vértebras cervicais (7), vértebras torácicas (12) e vértebras lombares (5).
Os discos intervertebrais são constituídos de material fibroso e gelatinoso que desempenham a função de amortecedores e nos dão mobilidade para locomover, correr, saltar, girar o tronco e a cabeça. Cada disco é formado por um núcleo pulposo interno e um ânulo fibroso externo.

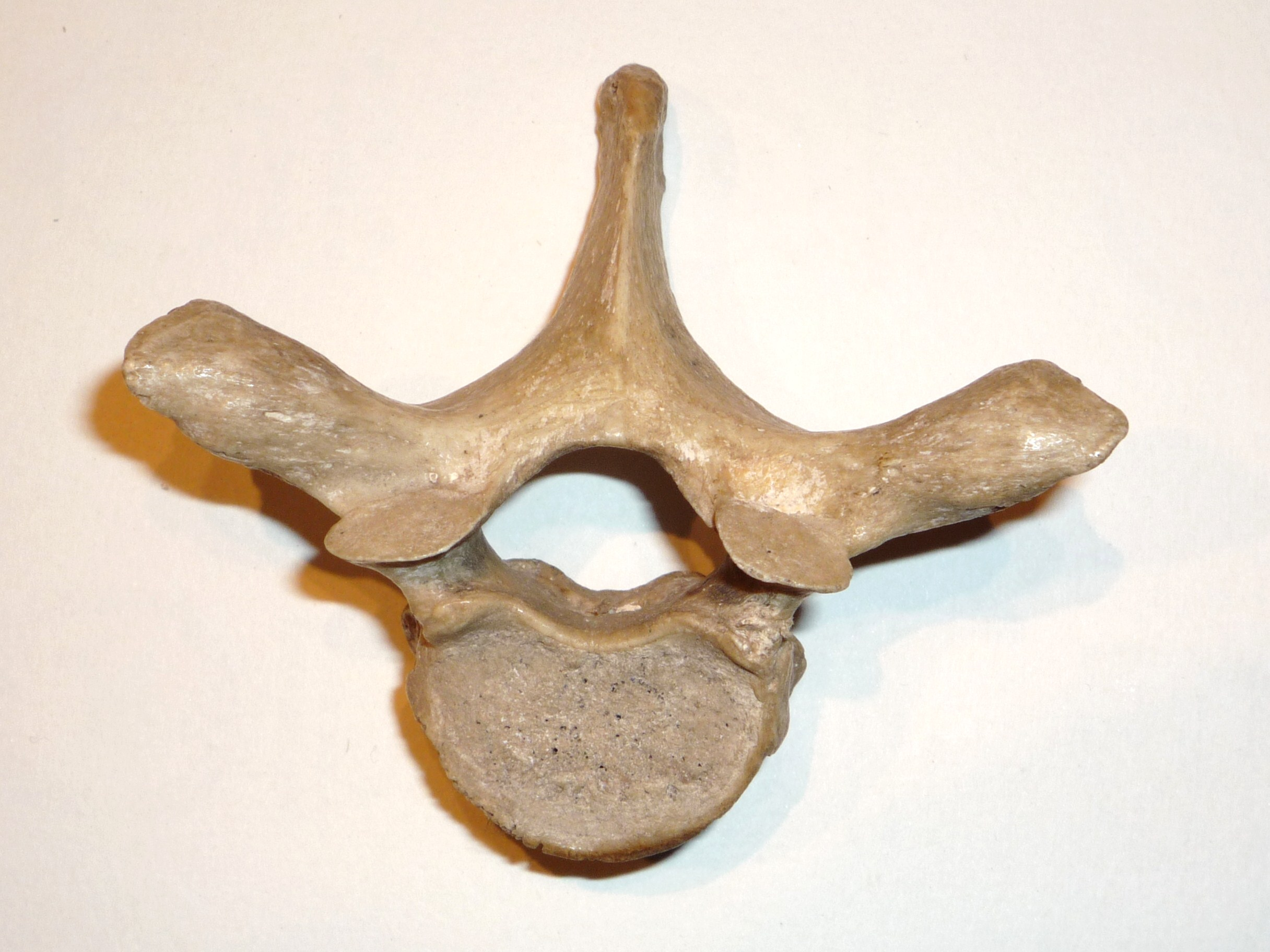
Vértebra torácica humana.

Cada vértebra possui basicamente um corpo mais largo , com o formato de um segmento transverso curto de cilindro, situado na parte anterior da vértebra (exceto na primeira vértebra cervical que não possui corpo vertebral, o atlas). Atrás do corpo vertebral parte de cada lado de sua porção póstero-lateral (na metade superior nos corpos vertebrais das torácicas e lombares) um par de pedículos ósseos. Cada pedículo tem um formato de um cilindro pequeno e irregular, simétrico ao outro pedículo do mesmo nível, bem como unirá a um arco ósseo posterior, formado por um par de lâminas, processo transverso, o processo articular superior e o processo articular inferior. Na junção das lâminas, há a formação de uma outra parte óssea saliente posteriormente, impar e mediano, que é o processo espinhoso que parte do ponto de união posterior entre as lâminas, o qual é projetado para trás até a aponeurose muscular. Um buraco lateral, o forame intervertebral, se forma de cada lado entre cada pedículo das vértebras superior e inferior. Como as vértebras sobrepõe-se umas às outras, a junção delas forma um túnel ósseo desde o crânio até o osso sacro, o canal vertebral.
O canal vertebral segue as diferentes curvaturas da coluna. Ele é largo e triangular nas partes em que a coluna possui mais liberdade de movimento, como nas regiões lombar e cervical; e é pequeno e arredondado na região torácica, onde os movimentos são mais limitados. Neste canal, fica abrigada a nossa medula espinhal e, por esse motivo, ela está protegida.

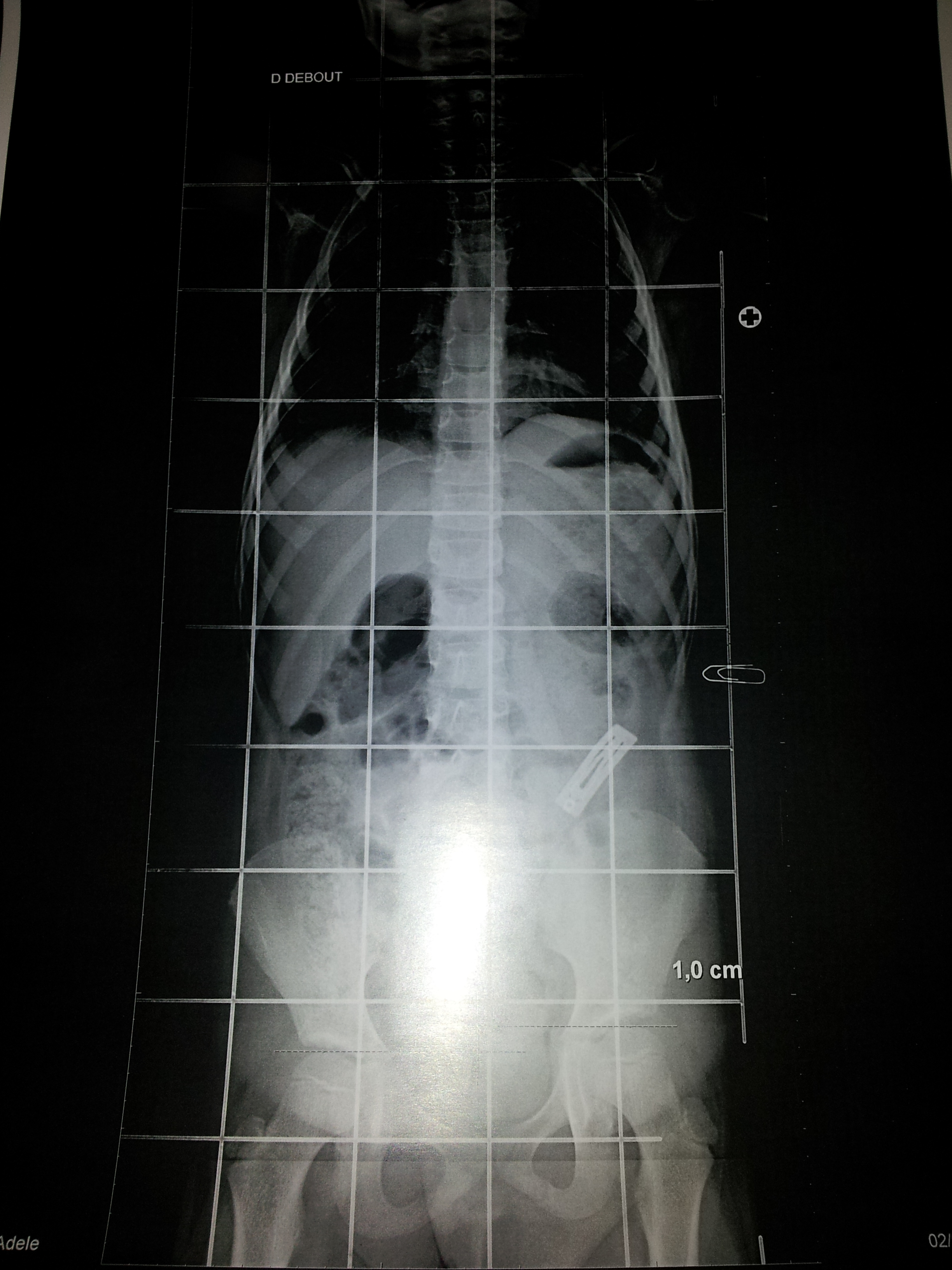
Exame de raio x da coluna.

Quando a coluna vertebral é observada lateralmente, veem-se pequenas aberturas laterais, os forames intervertebrais. Eles são importantes para permitir que os nervos do sistema nervoso periférico se comuniquem com a medula espinhal (que faz parte do sistema nervoso central).
Quando é vista de frente, a coluna vertebral é reta, e quando vista de lado, forma quatro curvaturas, duas delas com a concavidade virada para trás (lordoses) e duas delas com a concavidade virada para a frente (cifoses). Temos, assim, a lordose cervical (localizada no pescoço), a cifose torácica (ao nível das costelas), a lordose lombar (ao nível do abdómen) e, por fim, a cifose sacrococcígea, ao nível da bacia.
As cifoses são curvaturas primárias e são desenvolvidas durante o período embrionário, as lordoses são chamadas de curvaturas secundárias pois são desenvolvidas conforme se assume a postura ereta.

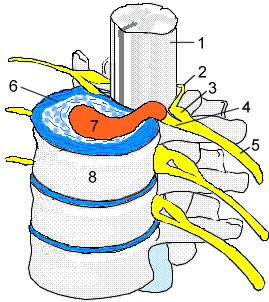
1- Médula espinhal, 2- raiz nervosa espinhal dorsal, 3- gânglio da raiz dorsal, 4- raiz ventral, 5- nervo espinhal, 6 e 7- disco intervertebral (aqui com exemplo de hérnia de disco: a parte vermelha central está herniada póstero-lateralmente sobre raiz nervosa, "4", provocando compressão dessa), 6- Anulus fibrosus, 7- Nucleus pulposus, 8- Corpus vertebrae

O aumento dessas curvaturas representam quadros patológicos. Sendo: Hiperlordose, cervical ou lombar; hipercifose torácica.

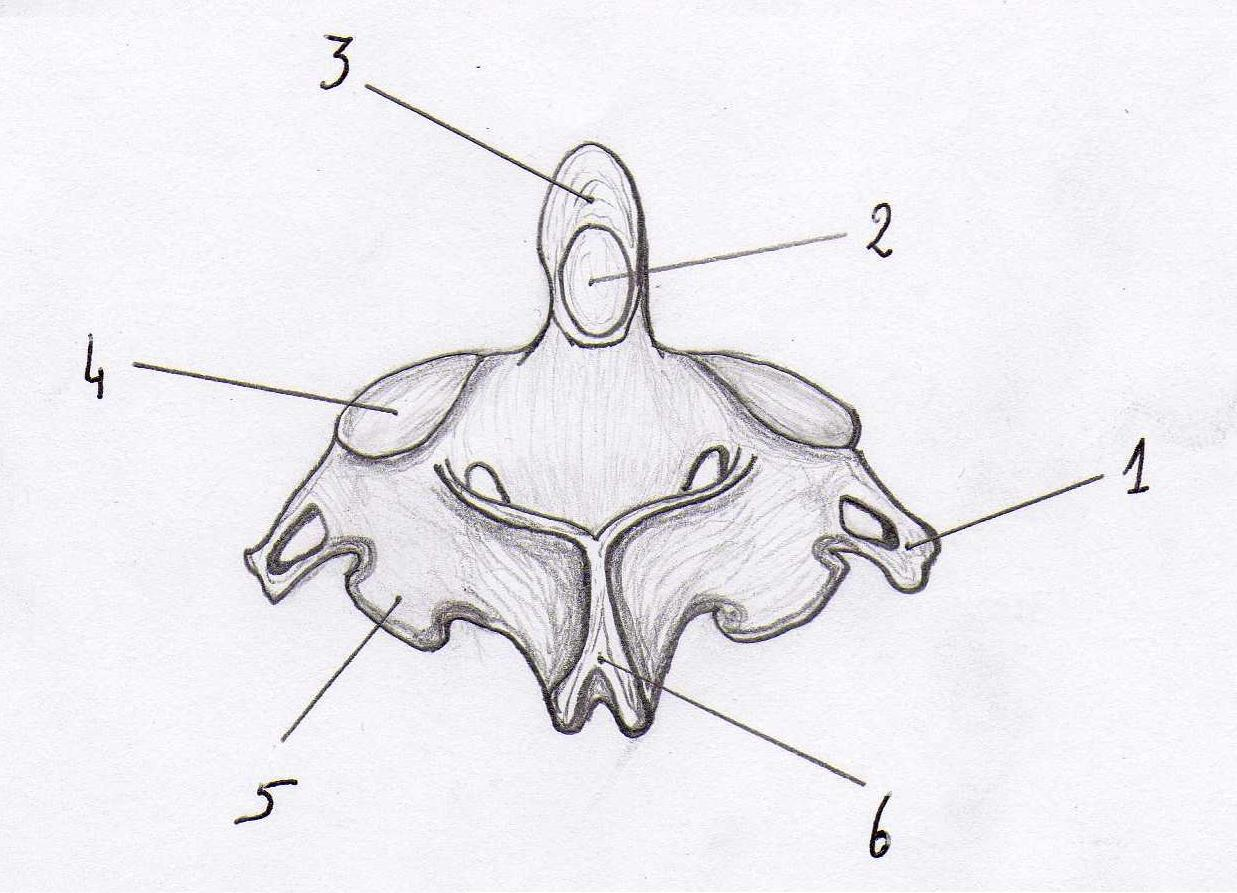
Áxis, 2ª vértebra cervical - visão posterior.

A região cervical é constituída por sete vértebras localizadas no pescoço. A primeira vértebra se chama Atlas e se articula com o crânio possibilitando flexão e extensão da cabeça sobre a coluna vertebral cervical, bem como suportando seu peso. O áxis é a segunda vértebra cervical e apresenta uma pronunciada apófise vertical (saliência) na sua região anterior que se projeta para cima, chamada apófise odontoide (item 3, na figura) penetrando o plano horizontal do canal vertebral da primeira vértebra, articulando-se com a parte posterior de seu anel anterior. O Atlas não tem um corpo vertebral como a maioria das demais vértebras.
Nos seres humanos a região torácica é constituída por doze vértebras que também servem para a inserção das costelas.
A região lombar é constituída por cinco vértebras maiores e é esta região que suporta todo o peso do tronco, dos membros superiores, do pescoço e da cabeça quando estamos na posição sentada ou em pé. Na região da coluna vertebral lombar na altura entre a primeira e a segunda vértebra (L1 e L2) termina a medula nervosa espinhal dentro do canal vertebral em uma formação conhecida como cone medular. A partir do cone parte um aglomerado de raízes nervosas conhecido como cauda equina. Em pares, as raízes nervosas espinhais estendem-se até a parte lateral do canal vertebral, sendo uma raiz de cada lado, saindo pelo forâmen lateral.
Abaixo da região lombar, sendo parte da bacia, a região sacrococcígea é composta pelo osso sacro que é resultado da fusão de cinco vértebras. Um de cada lado, este conjunto se articula com os ossos ilíacos do quadril, que se articula com os fêmures.
O osso cóccix é formado pela fusão das últimas quatro vértebras.